# Державна премія УРСР імені Тараса Шевченка — лауреати 1974 року
Державні премії УРСР імені Тараса Шевченка в галузі літератури, мистецтв і архітектури 1974 року були присуджені спільною Постановою Центрального Комітету Компартії України і Ради Міністрів Української РСР № 120 від 6 березня 1974 р. за поданням Комітету по Державних преміях Української РСР імені Т. Г. Шевченка.

## Список лауреатів
| Галузь                      | Лауреат                                                   | Обґрунтування |
| --------------------------- | --------------------------------------------------------- | --- |
| Література                  | Загребельний Павло Архипович                              | за романи «Первоміст», «Смерть у Києві». |
| Образотворче мистецтво      | Божій Михайло Михайлович                                  | за картини «В. І. Ленін», «XX вік», «Новий час». |
| Образотворче мистецтво      | Кальченко Галина Никифорівна Ігнащенко Анатолій Федорович | за пам'ятник Лесі Українці в місті Києві. |
| Музика                      | Штогаренко Андрій Якович                                  | за симфонію 13 (Київську). |
| Оперно-театральне мистецтво | Романицький Борис Васильович                              | за виконання ролі Граса в п'єсі «Маклена Ґраса» М. Г. Куліща у Львівському державному ордена Трудового Червоного Прапора академічному українському і драматичному театрі імені М. К. Заньковецької та за видатний вклад в розвиток українського радянського театрального мистецтва. |